# Valerie Powles
Valerie Powles (Birmingham, West Midlands, Inglaterra, 14 de mayo de 1950 - Barcelona, 13 de junio del 2011) fue una maestra, historiadora vocacional y activista vecinal inglesa instalada en Barcelona, en el barrio del Poble-sec.

## Trayectoria
Interesada por el movimiento libertario durante la Guerra civil, en los setenta se instaló en Barcelona. En 1977, mientras se ganaba la vida como maestra, se trasladó a vivir a la calle Nou de la Rambla, en Poble-sec. Estableció contacto y empezó a trabajar con el grupo de personas con quienes después fundaría, en 1998, el Centro de Investigación Histórica del Poble-sec (CERHISEC) y en 2007 la Asociación para la Investigación Histórica y Documentación de la Guerra Civil y del Poble-sec. También fue socia activa del Ateneo Enciclopédico Popular (AEP).

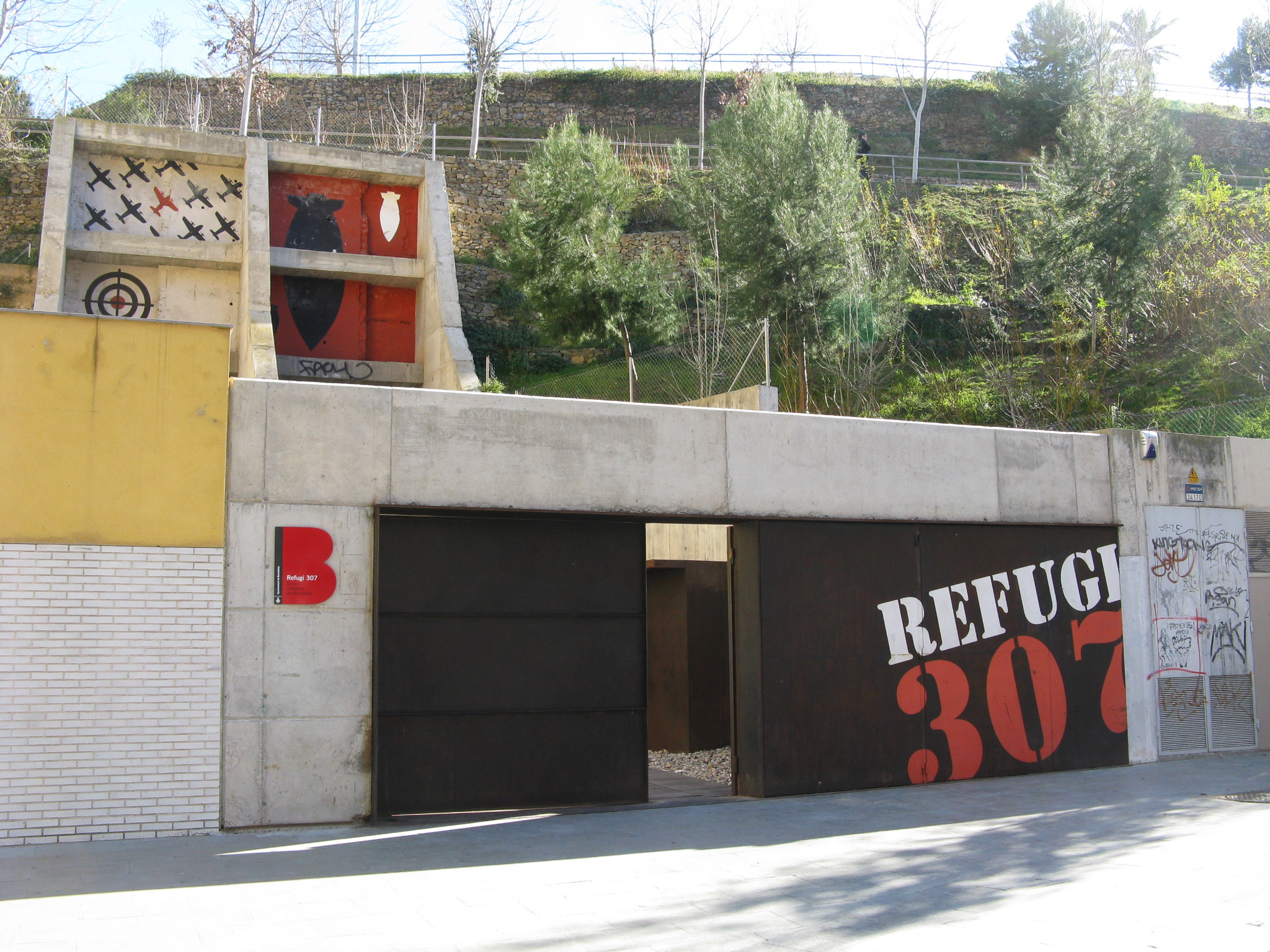

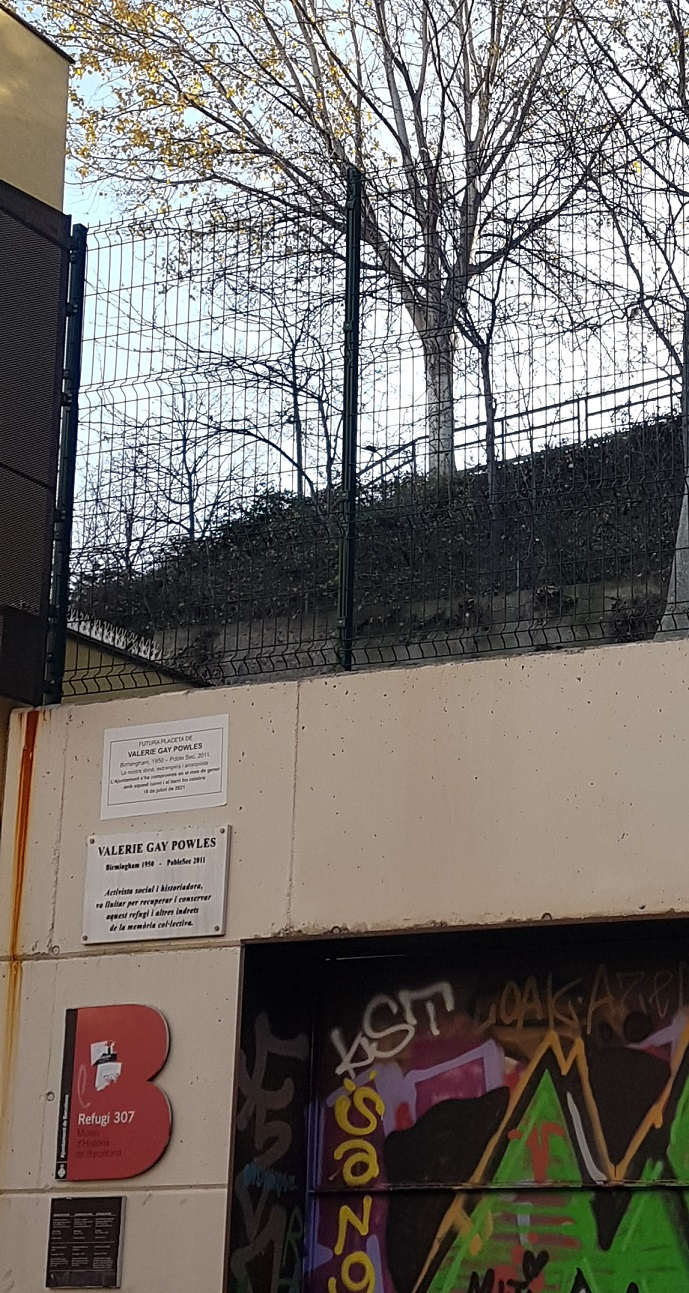
Plaza en recuerdo de Valerie Powles

Su interés y su decididas intervenciones fueron determinantes para reconocer y preservar algunos tesoros de la historia de la ciudad, y en particular del patrimonio de su barrio. Así, rescató la última sirena conocida de la defensa antiaérea republicana, instalada en la azotea del edificio de Can Jorba, que acababa de ser adquirido por unos grandes almacenes. Posteriormente empujó y organizó la preservación del Refugio 307, resguardo antiaéreo de la Defensa Pasiva de los ciudadanos barceloneses construido durante la Guerra Civil en Poble-sec, bajo Montjuic, para defenderse de los bombardeos de la aviación fascista, y que de otra manera habría quedado destruido. En 1998 fue la promotora de la plataforma «Salvemos El Molino por el barrio», que después se extendería con la campaña «Hagamos girar El Molino», para detener la destrucción de la decoración modernista diseñada por Manuel Raspall en 1913 y la documentación que contenía. La movilización implicó a vecinos, comerciantes y colectivos de artistas, que recuperaron de los contenedores de basura material que después quedaría depositado en el Instituto del Teatro de Barcelona.
En sus últimos años participó en la ocupación y recuperación del Teatro Arnau, del Paralelo, y de la sala de baile Bahía (la Lealtad Santsenca), en el barrio de Sants. También se interesó por la supervivencia de la antigua Font d'en Conna, merendero popular en Montjuic, pintado por Santiago Rusiñol y que era el preferido de las familias obreras para celebrar la verbena de San Juan.
Valerie Powles fue incinerada en el cementerio de Montjuic.

## Reconocimientos
- En 1997 se le otorgó el VI Premio Sants-Montjüic.
- En 2002 fue galardonada con los Aplausos del Premio FAD Sebastià Gasch.[1]

- Una placa en la entrada del refugio 307 recuerda su intervención decisiva para salvaguardar este patrimonio.
- En julio de 2013 la comisión «Amigos de Valerie» le rindió homenaje en la montaña de Montjuic, con la colocación de una placa en un monolito de piedra.[9]

## Publicaciones
- El refugio 307ː la Guerra Civil y el Pueblo-Seco, 1936-1939, editado por el Ayuntamiento de Barcelona, Consejo Municipal del Distrito de Santos-Montjuic, 2002. Junto con Joan Villarroya i Font y Judit Pujadó Puigdomènech. 84-7609-984-3
- Montjuic y su entorno (1936-1939). Charlas e itinerarios, editado por el Centro de Estudios de Montjuic, 2010. Junto con Manel Risques, Manel Aisa, Oriol Granados, Ramon Anglés i Antonio Santafé. 978-84-614-5515-7